# Broadway Boogie-Woogie
Broadway Boogie-Woogie è un quadro dipinto da Mondrian negli ultimi anni della sua vita, quando si trova a New York (1940-1944). 
Il quadro è composto da una quantità di quadrati di colore luminoso e brillante, che sembrano quasi luccicare come un mosaico, attirando l'attenzione del fruitore. 
In questo quadro spariscono i rigidi reticoli neri, gli stessi rettangoli dipinti nei quadri precedenti, non sono più bordati da una linea nera: ora sono accostati uno all'altro. Tutto ciò ha lo scopo di riprodurre il frenetico ritmo del ballo del Boogie-Woogie. Quest'opera trasmette un effetto di vitalità, suggerendo l'atmosfera della città di Broadway, riprendendo il reticolato delle sue strade e lo sfrecciare in esse dei taxi gialli.
In queste opere finali, le forme hanno usurpato il ruolo delle linee, aprendo una nuova porta per lo sviluppo di Mondrian come astrattista. I quadri della serie "Boogie-Woogie" rappresentano il più radicale sviluppo dal momento del suo abbandono dell'arte rappresentativa avvenuto nel 1913. Mentre le opere tra il 1920 e 1930 tendevano ad avere un'austerità quasi scientifica in esse, queste sono quadri luminosi, vivaci e riflettono la musica ottimista e allegra che li ispirò e la città nella quale vennero prodotti.